# Microtus subterraneus
Microtus subterraneus es una especie de roedor de la familia Cricetidae.

## Distribución geográfica
Puede ser encontrada en los siguientes países: Albania, Austria, Bélgica, Bosnia y Herzegovina, Bulgaria, Croacia, Estonia, Francia, Alemania, Grecia, Hungría, Italia, Liechtenstein, Luxemburgo, Macedonia del Norte, Moldavia, Países Bajos, Polonia, Rumanía, Rusia, Serbia y Montenegro, Eslovaquia, Eslovenia, Suiza, Turquía y Ucrania.